# Antíoc III
|  | Per a altres significats, vegeu «Antíoc III de Commagena». |

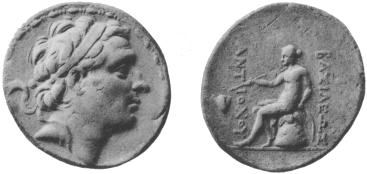
Moneda amb la imatge d'Antíoc.

Antíoc III dit «el gran» (circa 241 aC-187 aC) va ser un rei selèucida del 223 aC al 187 aC. El 204 aC adoptà el títol de Megas Basileos (gran rei) propi dels perses i per això se'l coneix com «el gran».
Era fill de Seleuc II Cal·línic i germà petit de Seleuc III Ceraune. A la mort d'aquest darrer va ser proclamat rei pel seu cosí Aqueu, cap de l'exèrcit, quant tenia 18 anys. Aqueu era fill d'Andròmac, net d'Aqueu (germà d'Antíoc I Soter) i besnét de Seleuc I Nicàtor. Aquest va nomenar Moló com a sàtrapa de Mèdia, i al seu germà Alexandre com a sàtrapa de Pèrsia. El ministre Hèrmies va ordenar un atac a Celesíria que va fracassar.
Aqueu va iniciar una ofensiva contra Pèrgam i va derrotar a Àtal, deixant reduït el seu regne als límits del 228 aC. Moló no va tardar a revoltar-se i es va proclamar Basileus de Mèdia, i el seu germà Alexandre se l'hi va unir i el va reconèixer com a sobirà. Els rebels van controlar aviat des Babilònia fins a Bactriana, i van rebutjar una expedició enviada contra ells per ordre d'Hèrmies (222 aC), però el 221 aC Antíoc hi va anar personalment i els soldats de Moló van desertar. Moló i Alexandre (i altres caps rebels) es van suïcidar i els seus territoris van tornar a l'obediència del rei selèucida; la Mèdia Atropatene, independitzada sota Artabazanes, va quedar també sotmesa. Mentre Antíoc feia la guerra a Pèrsia, el general Aqueu, pensant que el rei seria derrotat, es va revoltar al seu govern de l'Àsia Menor i va anar a Antioquia on va entrar (221 aC), però en conèixer la victòria d'Antíoc va fingir que es mantenia lleial i finalment Antíoc el va perdonar i li va deixar el seu govern, però el prestigi d'Aqueu guanyat a la guerra contra Pèrgam es va esvair. Hèrmies va morir assassinat poc després per ordre d'Antíoc III.
Antíoc va decidir que havia de recuperar Celesíria als egipcis aprofitant l'eufòria per les darreres victòries, i va atacar Selèucia de Piera que va ocupar, i després va avançar cap al sud on el governador egipci, un etoli anomenat Teodot, li va entregar sense lluita Tir i Ptolemais (Acre), cosa que va permetre a Antíoc dominar gran part de Fenícia. L'any 220 aC Antíoc va assetjar Dora, però davant el temor del gran nombre de soldats egipcis concentrats a Pelúsion, es va signar una treva de quatre anys. Aquesta guerra va ser anomenada «Quarta Guerra Síria».
L'any 217 aC es va reiniciar la guerra i Antíoc va entrar a Egipte i va enfrontar-se als Làgides a Rafah en una batalla en la qual els egipcis van fer servir 70 elefants de Líbia (i tenien setanta mil soldats) i els selèucides 120 elefants de l'Índia (i vuitanta mil soldats). Tot i que l'ala esquerra dels egipcis va ser desfeta, els egipcis van aconseguir la victòria (22 de juny del 217 aC). Es va signar la pau per la qual Antíoc va retornar la Celesíria a Egipte.
El 216 aC Antíoc va considerar que era hora de castigar el seu cosí Aqueu, que a més a més estava actuant com un sobirà independent a Sardes, i va envair l'Àsia Menor. Aqueu va ser derrotat i es va entregar (214 aC). Va restar presoner un temps (214 aC) fins que va morir executat i la seva vídua Laodice es va mantenir a la ciutadella fins al 213 aC en què es va rendir.
El 212 aC Armènia, nominalment selèucida i de fet independent, apareixia dividida entre dos reis teòricament ambdós vassalls d'Antíoc: l'Armènia pròpia i l'Armènia Sofene o Armènia Menor. El rei de Sofene, Xerxes, tenia per capital a Arsamòsata (armeni Shimshat) i el regne comprenia bàsicament el país de Kharpurt (Hanzith o Anzitene). Antíoc III el gran, decidit a suprimir les dinasties locals, va assetjar Arsamòsata l'any 212 aC. Xerxes es va rendir i va implorar la clemència del rei, que va acceptar que conservés el tron, i li va donar com a muller a la seva germana Antioquis. Aquesta princesa no va tardar a assassinar al seu espòs i així la Sofene va tornar als dominis directes dels selèucides. Antíoc va deposar la dinastia d'Armènia l'any 200 aC. Antíoc va nomenar dos estrategs: Artaxes per l'Armènia major, i Zariadris per l'Armènia Sofene o menor.
L'any 211 aC Antíoc va fer una brillant campanya contra els parts, i va ocupar la seva capital Hecatòmpilos, però finalment va acceptar per mitjà d'un tractat la seva independència amb unes certes obligacions cap al rei selèucida.
El 210 aC Antíoc va dirigir el seu exèrcit contra Bactriana. Els bactrians el van anomenar Antímac Nicèfor (el victoriós). Com que els parts van incomplir els acords de l'any anterior, Antíoc va deixar Bactriana i es va dirigir altra vegada contra els parts, i el 209 aC va tornar a ocupar la capital, Hecatòmpilos, i va obligar al rei Artaban I de Pàrtia (Arsaces III) a reconèixer la sobirania selèucida. El 208 aC Antíoc va tornar a Bactriana, va ocupar Tambrax, va derrotar els bactrians a Sirinx i altre cop al riu Hari) i va assetjar la capital Bactra (208 aC a 206 aC) fins que es va fer la pau per la qual Eutidem de Bactriana va ser reconegut rei en perpètua aliança amb el regne selèucida i el fill d'Eutidem, Demetri, es va casar amb una filla d'Antíoc. Després va seguir cap a la Vall de Kabul i va rebre l'homenatge del rei Sofagasè, retornant en direcció a Babilònia per Kerman i Sistan (205 aC). Des Selèucia del Tigris va dirigir una expedició al golf Pèrsic contra el Gerrhis de la costa d'Aràbia.
El 205 aC o potser el 204 aC Antíoc va fer un acord secret amb Filip V de Macedònia per repartir-se el regne d'Egipte (les possessions gregues, les illes i Cirene per Macedònia, i la resta pels selèucides). L'acord va començar a fer-se efectiu al 202 aC quan les ciutats gregues sota influència egípcia van començar a declarar-se independents amb ajut de Macedònia i dels selèucides, posant-se sota protecció dels regnes veïns. Les ciutats de Tràcia (Lisimàquia, Calcedònia, Cios, Tasos, i altres) van passar a Macedònia (el rei de Macedònia va cedir Cios a Bitínia) i les de Jònia (com Efes) al regne Selèucida. El 201 aC els selèucides van envair Celesíria i va arribar fàcilment fins a Gaza on van trobar resistència. Una flota egípcia fondejada a Samos va caure en mans dels macedonis, que van haver de combatre seguidament a la flota de Pèrgam que s'havia aliat a Egipte; la batalla es va lliurar en aigües de Quios i va tenir un resultat incert; la flota dels rodis (també aliats d'Egipte, junt amb Quios, Cízic i Bizanci) va ser derrotada enfront de Milet però es va poder retirar cap al sud i reorganitzar-se, i els macedonis van desembarcar a Milet i van avançar cap a Pèrgam que no van poder ocupar; els macedonis van anar a passar l'hivern a Cària.
El 200 aC l'etoli Escopes, al servei d'Egipte, va envair la Celesíria i la va recuperar però el contraatac selèucida va derrotar Escopes a la muntanya de Panion i va quedar assetjat a Sidó. Pèrgam i Rodes van dirigir-se al Senat Romà demanant ajuda i el senat va dubtar però finalment va decidir enviar un cos expedicionari dirigit per Publi Sulpici Galba Màxim (que era cònsol amb el seu col·lega Aureli Cota) que va operar bàsicament a Grècia contra Macedònia.
L'any 199 aC Escopes va capitular Sidó, i quasi tota la Celesíria amb Fenícia va retornar a mans dels selèucides. El mateix Egipte va ser amenaçat però els egipcis eren ara també aliats de Roma, i els romans van enviar una ambaixada a Antíoc que va haver de prometre no atacar el país però va veure confirmada per Roma la seva possessió de Celesíria, i en els mesos següents Antíoc es va assegurar el domini complet de la regió (198 aC). Tot seguit va atacar Pèrgam, però aquest regne va demanar ajut a Roma, que va enviar una ambaixada, i Antíoc va haver de renunciar a l'atac i retirar les tropes. El 197 aC les possessions que Egipte encara conservava a l'Àsia Menor (la costa de Lícia i de Pamfília, Samos i algunes illes) van passar a mans dels selèucides, després d'un acord d'Antíoc amb Roma. Algunes ciutats gregues (Esmirna i Làmpsac), es van declarar lliures acollint-se a la declaració romana que restaurava la independència i llibertat de totes les ciutats gregues després de la batalla de Cinoscèfales. Antíoc es va establir a Efes i va atacar les dues ciutats gregues, que va ocupar. Esmirna va demanar ajut a Roma i Làmpsac a Pèrgam (196 aC). Antíoc va ocupar també Sestos i va reconstruir Lisimàquia, i Roma el va convidar a evacuar Tràcia i retornar a l'Àsia Menor. Antíoc no va acceptar i va sotmetre la qüestió de Làmpsac i Esmirna a l'arbitratge de Rodes. Un acord amb Egipte va establir que Cleòpatra, filla d'Antíoc III es casaria amb Ptolemeu V (l'enllaç es va dur a terme l'any 193 aC).
El 195 aC el cartaginès Hanníbal es va refugiar a territori selèucida, cosa que va provocar la inquietud de Roma. Una ambaixada romana (194 aC) va demanar a Antíoc que evacues les seves possessions de Tràcia i a canvi obtindria mans lliures per l'Àsia Menor; però els delegats d'Antíoc no havien rebut poders per acceptar o rebutjar aquesta proposta i l'oportunitat de la pau es va esvair. El 193 aC va morir el fill gran i hereu d'Antíoc III, i el 192 aC es va casar amb una filla del noble Cleoptòlem.

## Guerra Romano-Síria
El 192 aC la Lliga Etòlia va demanar l'ajut d'Antíoc III que es va presentar a Demetríade, des on va ocupar part de Tessàlia, Calcis i tota la resta de l'illa d'Eubea, i on es va casar per segona vegada amb grans festes. La captura d'uns soldats romans a Delio va provocar l'esclat de la guerra contra Roma, que tenia com aliats a Macedònia, Egipte i Pèrgam. Antíoc va considerar prudent reforçar les seves aliances i la seva filla es va casar amb el rei Ariarates IV de Capadòcia, i es va establir una aliança amb Galàcia. El 191 aC Antíoc va ocupar la resta de Tessàlia i va atacar Acarnània on només va poder ocupar una ciutat.
Els romans van respondre a la invasió mitjançant la tramesa d'un exèrcit a Grècia i Filip V de Macedònia va envair Tessàlia i allí es van reunir amb ell les forces enviades per Roma sota comandament de Marc Acili Glabrió. Aquest exèrcit va combatre Antíoc a la Batalla de les Termòpiles i el va derrotar d'una manera aclaparadora. Beòcia i Eubea es van sotmetre i Làmia i Heraclea (al peu de l'Eta) van ser ocupades, forçant-lo a retirar-se de Grècia. Els romans sota el comandament de Luci Corneli Escipió Asiàtic van perseguir Antíoc al llarg de tot el mar Egeu. La flota de Rodes va derrotar a la flota de l'Imperi Selèucida comandada per Hanníbal Barca, que va haver de fugir.
Hanníbal Barca havia conservat la major part de la seva flota, però no estava en condicions d'unir-se amb la flota de Polixènides a Efes ja que les seves naus requerien importants reparacions. Polixènides, aïllat, no va poder fer front als romans al mar sense reforços. Els rodis es van retirar a Rodes per a les reparacions, deixant a Cariclit amb 20 vaixells a Megisti. Al setembre, quan Luci Emili Regil va enviar una part de la seva flota a l'Hel·lespont per ajudar l'exèrcit romà en la seva invasió de l'Àsia Menor, Polixènides va aprofitar l'oportunitat per atacar els romans al mar. La batalla de Mionessos va resultar en una decisiva victòria romano-rodia, que va consolidar el control romà sobre el mar Egeu, permetent-los llançar una invasió de l'Àsia Menor selèucida. Després d'alguns enfrontaments a Àsia Menor, els selèucides van combatre els exèrcits de Roma i de Pèrgam en la batalla de Magnèsia. Les forces combinades de Roma i Pèrgam van obtenir la victòria i Antíoc es va veure obligat a retirar-se.
L'any 190 aC els vaixells selèucides van destruir una flota ròdia en aigües de Samos (primavera) i moltes ciutats gregues es van passar a Antíoc. Els selèucides, sota comandament de Seleuc, fill d'Antíoc, van atacar la ciutat de Pèrgam defensada per Àtal, germà del rei Èumenes. La flota romana va derrotar a la flota selèucida a Side (estiu, juliol o agost) i altre cop al Cap Mionès (setembre) aconseguit alliberar Pèrgam del setge. Els romans es van dirigir a Tràcia que ja havia estat evacuada pels selèucides, van franquejar l'estret i van prendre posicions a Àsia. Antíoc va demanar la pau oferint la renúncia a Tràcia, deixar lliures a les ciutats gregues de l'Àsia Menor, i pagar la meitat del cost de la guerra, però el consol romà Luci Corneli Escipió Asiàtic va rebutjar l'oferta, i va oferir la pau només a canvi de l'evacuació selèucida de l'Àsia Menor fins al Taure i el pagament de totes les despeses de la guerra, condicions que Antíoc va rebutjar. El 189 aC es va lliurar la decisiva batalla de Magnèsia en què Gneu Domici Aenobarb va derrotar a Antíoc que va perdre uns cinquanta mil homes, i es va haver de retirar amb les restes de l'exèrcit més enllà del Taure, havent d'acceptar la pau. Va enviar una ambaixada per negociar la fi de la guerra i les negociacions es van allargar sobretot a causa de les peticions de Rodes i Pèrgam (que demanava Tràcia i gran part de l'Àsia Menor inclosa Capadòcia). En aquest període Armènia es va fer independent, Capadòcia va formar les seves pròpies aliances, i Psídia es va convertir en independent de fet. En el tractat d'Apamea l'imperi selèucida va perdre l'Àsia Menor, va haver de renunciar a tenir elefants i a reclutar mercenaris i va haver de pagar una forta indemnització de guerra i a més el segon fill d'Antíoc quedaria com a ostatge de Roma; Hanníbal, refugiat a la cort selèucida, va ser expulsat i es va refugiar a Bitínia. Galàcia va convertir-se en un tetrarcat sota protecció romana. Pèrgam va rebre el Quersonès traci, Frígia, Licaònia, Pamfília i nominalment Psídia. Rodes va obtenir el protectorat sobre Cària i Lícia. Moltes ciutats gregues van ser ciutats lliures.
Per pagar la indemnització Antíoc va haver de recórrer a tota classe d'excessos com el saqueig dels temples. Durant el saqueig d'un temple de Bel a Elimaida, va resultar mort (187 aC) i el va succeir el seu fill gran Seleuc IV Filopàtor.